# Trioza nichtawitzi
Trioza nichtawitzi är en insektsart som beskrevs av Leonard D. Tuthill 1959. Trioza nichtawitzi ingår i släktet Trioza och familjen spetsbladloppor. Inga underarter finns listade i Catalogue of Life.